# Штилике, Ули
У́льрих «У́ли» Шти́лике (нем. Ulrich "Uli" Stielike; род. 15 ноября 1954, Кеч, Баден-Вюртемберг) — немецкий футболист и футбольный тренер. Выступал на позиции полузащитника. С сентября 2014 года по июнь 2017 — главный тренер сборной Республики Корея.

## Карьера

### Игровая
Ули Штилике начал карьеру в молодёжной команде родного города «Кеч», затем в 1973 году он перешёл в «Боруссию» из Мёнхенгладбаха, сначала играя на позиции центрального защитника, а затем и полузащитника. С «Боруссией» Штилике выиграл три Бундеслиги, Кубок УЕФА и выходил в финал Кубка чемпионов.
В 1977 году Штилике перешёл в испанский клуб «Реал» Мадрид, с которым выиграл три Примеры, два Кубка Короля, Кубок лиги и Кубок УЕФА, а также был в финалах Кубка чемпионов и Кубка кубков.
В сборной ФРГ Штилике выступал с 1975 по 1984 год, проведя 42 матча и забив 3 мяча. С командой он выиграл чемпионат Европы в 1980 году, серебряные медали чемпионата мира 1982 года, в полуфинале которого Штилике стал единственным немцем, не забившим в серии послематчевых пенальти. На чемпионат мира в 1978 году Штилике не поехал, из-за указания немецкого футбольного союза не брать игроков, выступающих вне Бундеслиги. Последний матч за сборную Штилике провёл в сентябре 1984 года против команды Аргентины, которая стала дебютом Франца Беккенбауэра на посту тренера сборной, игра завершилась поражением ФРГ 1:2.
В 1985 году Штилике перешёл в швейцарский «Нёвшатель Ксамакс», с которым выиграл две швейцарских суперлиги.
Ули Штилике завершил карьеру в 1988 году.

### Тренерская
После завершения карьеры футболиста Штилике в 1989 году возглавил сборную Швейцарии, затем работал со своим бывшим клубом «Нёвшатель Ксамакс», клубом 2-й Бундеслиги «Вальдхоф» и «Альмерией».
С 9 сентября 1998 года по 7 мая 2000 года Штилике выполнял функции помощника Эриха Риббека в сборной Германии, откуда ушёл из-за сложных отношений с самим Риббеком, который не сам выбирал себе ассистента, Штилике был назначен на эту должность президентом немецкого футбольного союза Эгидиусом Брауном. С 2000 года Штилике работал с молодёжными сборными Германии, с которыми проработал 6 лет, но с завершением в августе 2006 года контракта новый ответственный за все немецкие сборные Маттиас Заммер не захотел продлевать контракт со Штилике.
14 сентября 2006 года Штилике возглавил сборную Кот-д’Ивуара, с которой проработал 2 года, но 10 января 2008 года, за 10 дней до начала Кубка африканских наций, тяжело заболел сын Штилике и Ули срочно вылетел в Германию, но уже 1 февраля его 23-летнего сына Михаэля не стало, причина смерти — неудачная операция по трансплантации лёгкого. Без своего главного тренера Кот-д’Ивуар занял лишь 4-е место. Позже Штилике вернулся к ивуарийцам, но уже 15 апреля руководство сборной не захотело продлевать контракт с немецким специалистом.
В 31 мая 2008 года Штилике подписал 3-летний контракт с клубом «Сьон», но уже 3 ноября был уволен эксцентричным президентом клуба Кристианом Константином, уволившим до него 8 тренеров за 2 года. С 7 января 2009 года Штилике работал главным тренером катарского клуба «Аль-Араби». В 2010 году оставил пост и принял другой катарский клуб — «Ас-Сайлия».
5 сентября 2014 года 59-летний специалист возглавил сборную Южной Кореи после отставки Хон Мён Бо, который покинул команду из-за невыхода из группы на ЧМ-2014.

## Достижения

### Командные
- Чемпион Германии: 1975, 1976, 1977
- Обладатель Кубка Германии: 1973
- Обладатель Кубка УЕФА: 1975, 1985
- Чемпион Испании: 1978, 1979, 1980
- Обладатель Кубка Испании: 1980, 1982
- Чемпион Европы: 1980
- Обладатель Кубка лиги Испании: 1985
- Чемпион Швейцарии: 1987, 1988

### Личные
- Лучший иностранный футболист в Испании: 1979, 1980, 1981, 1982